# Roque (Guanajuato)
Roque es una localidad del estado mexicano de Guanajuato. Es parte del municipio de Celaya.

## Demografía
| Gráfica de evolución demográfica |
|                                  |

| Censo | Población |
| ----- | --------- |
| 1940  | 669       |
| 1950  | 857       |
| 1960  | 1 256     |
| 1970  | 1 667     |
| 1980  | 3 341     |
| 1990  | 3 394     |
| 2000  | 3 409     |
| 2010  | 3 900     |
| 2020  | 4 252     |